# 勒公氏马先蒿
勒公氏马先蒿（学名：Pedicularis lecomtei）为列当科马先蒿属的植物，是中国的特有植物。分布于中国大陆的云南等地，生长于海拔3,500米的地区，多生长在多岩山坡上，目前尚未由人工引种栽培。